# Hocus Pocus (DJ Myke)
Hocus Pocus è il secondo album in studio del producer italiano DJ Myke, pubblicato nel 2010 dalla Venus Dischi.

## Il disco
L'album ha visto la partecipazione di molti rapper famosi tra cui Fabri Fibra, Primo Brown, Noyz Narcos, ma anche cantanti pop come Diego Mancino e Max Zanotti.
Il 23 dicembre 2017 viene pubblicata una riedizione del disco denominata Hocus Pocus - Black Edition  che presenta una tracklist rimescolata e più snella con due brani non presenti nell'edizione del 2010.

## Tracce
1. Hocus Pocus (feat. Fabri Fibra) – 3:07
2. Ti ucciderò all'alba (feat. Max Zanotti) – 4:24
3. Lo spazzacamino (feat. Rancore) – 4:59
4. Tutto gira come deve (feat. Turi) – 3:49
5. Testa d'ariete (feat. Noyz Narcos) – 3:13
6. Dentro (feat. Lucariello & Rastea) – 4:32
7. No Joke (feat. Dre Love) – 3:16
8. Emmecomemostri (feat. Meddaman) – 4:50
9. Un giorno diversop (feat. Tormento) – 3:11
10. Testaci (feat. Maut) – 3:29
11. In the Ghetto (feat. Emanuel Kadamawi) – 3:13
12. Funky Town (feat. Babaman) – 4:29
13. Il male è banale (feat. Diego Mancino) – 3:46
14. No paura (feat. Primo Brown) – 2:48
15. Back to New York (feat. Nightskinny) – 3:06
16. The Grimey Show (feat. Sano Business) – 4:13
17. Rough Spoken (feat. Pinto) – 4:40
18. Concordo (feat. Esa) – 3:30
19. J'te parle de rap (feat. DJ Snoop, Rival & Delfi J) – 3:08
20. Il mio principale (feat. Patta) – 4:53
21. Bangerz – 1:39

Black Edition del 2017
1. Bangerz – 1:40
2. Ti ucciderò all'alba (feat. Max Zanotti) – 4:24
3. Lo spazzacamino (feat. Rancore) – 4:08
4. No paura (feat. Primo Brown) – 2:48
5. Presto! (feat. Viro) – 3:52
6. Hocus Pocus (feat. Fabri Fibra) – 3:06
7. Testa d'ariete (feat. Noyz Narcos) – 3:12
8. Il male è banale (feat. Diego Mancino) – 3:46
9. Avvoltoi (feat. Claver Gold & Davide Shorty) – 3:50
10. Full Time (feat. Danno) – 3:31
11. J'te parle de rap (feat. Tormento) – 3:09
12. Un giorno diverso (feat. Tormento) – 3:13
13. Tutto gira come deve (feat. Turi) – 3:16
14. The Grimey Show (feat. Sano Business) – 3:05
15. No Joke (feat. Dre Love) – 3:18
16. Emmecomemostri (feat.  Meddaman) – 3:18